# Robert Merrill
 Robert Merrill (Moishe Miller) (Brooklyn, Estados Unidos, 4 de junio de 1917 - New Rochelle, Nueva York, 23 de octubre de 2004) fue un popular y querido barítono estadounidense en repertorio italiano, francés y americano; especialmente admirado como el Barbero de Rossini y como Rigoletto, Renato, Germont y el Conde de Luna de Verdi.

## Biografía
Nacido Moishe Miller, y luego conocido como Morris Miller, fue hijo del sastre Abraham Miller, originalmente Milstein, y su esposa Lillian, née Balaban, inmigrantes judíos polacos de Varsovia. 
Admirador de Bing Crosby, comenzó en radio como crooner bajo el nombre de Merrill Miller y cantando en bodas y bar mitzvahs donde conoció al agente Moe Gale, que finalmente le consiguió trabajo en el Radio City Music Hall y luego como barítono con la NBC Symphony Orchestra, dirigida por Arturo Toscanini con quien posteriormente grabó La traviata con Licia Albanese y Un ballo in maschera (1954).
Debutó en 1945 Aida en Newark, Nueva Jersey, junto al célebre tenor Giovanni Martinelli, y luego en el Metropolitan Opera como Germont en La Traviata, donde cantó durante 31 temporadas totalizando 769 representaciones. Ese año grabó un disco con Jeanette MacDonald en fragmentos de la opereta Up In Central Park.
Uno de los indiscutibles baluartes del Metropolitan, fue el virtual sucesor del malogrado Leonard Warren pero tuvo conflictos con Rudolf Bing por su actuación en películas como Aaron Slick from Punkin Crick (1952) y sus actuaciones en el Estadio Lewinhson.
Su asociación con el tenor Richard Tucker en Carnegie Hall fue legendaria y anticipó el fenómeno de Los Tres Tenores, al igual que con Jussi Bjorling con quien grabó la más famosa versión registrada del dúo de Los pescadores de perlas de Bizet.
Se retiró oficialmente en 1976 pero continuó prestando sus dotes vocales para Rosh Hashana y Yom Kippur. 
A los 67 años reapareció en la gala centenaria del Metropolitan en 1983 cantando junto a Anna Moffo. Sus apariciones en televisión son muy recordadas en ópera y musicales, especialmente como El violinista en el tejado.
En 1996, fue premiado con el  Lawrence Tibbett Award y en 1993 recibió la Medalla de las Artes del gobierno estadounidense. 
Fanático del baseball cantó tradicionalmente el himno nacional en la apertura de los juegos del Yankee Stadium. 
En 1980 fue el anfitrión del documental Tosca: I live for Art donde entrevistó a dieciséis famosas intérpretes del personaje de la ópera Tosca de Puccini.
Apareció en una escena en la película dirigida por Peter Segal del 2003 Anger Management en la cual el iba a cantar el himno nacional en el Yankee Stadium.
Estuvo brevemente casado con la soprano Roberta Peters en 1952. Volvió a casarse, con la pianista Marion Machno con quien tuvo sus hijos David y Lizanne, residiendo en Westchester donde era ávido golfista. 
Murió de causas naturales mientras miraba un partido de baseball por televisión.
Escribió dos libros de memorias: Once More from the Beginning (1965) y Between Acts (1976).

## En teatro y grabaciones
Robert Merrill cantó 769 funciones en el Metropolitan Opera en 21 roles:
| Compositor  | Opera                   | Rol           | Primera función | Última función | Total |
| ----------- | ----------------------- | ------------- | --------------- | -------------- | ----- |
| Verdi       | La traviata             | Germont       | 1945-12-15      | 1976-03-15     | 132   |
| Donizetti   | Lucia di Lammermoor     | Enrico        | 1945-12-29      | 1965-01-23     | 16    |
| Bizet       | Carmen                  | Escamillo     | 1946-01-07      | 1972-01-04     | 81    |
| Músorgski   | Boris Godunov           | Shchelkalov   | 1946-11-21      | 1947-04-21     | 5     |
| Gounod      | Faust                   | Valentin      | 1946-12-23      | 1972-05-04     | 48    |
| Verdi       | Aida                    | Amonasro      | 1947-01-11      | 1973-06-01     | 72    |
| Rossini     | Il barbiere di Siviglia | Figaro        | 1947-11-15      | 1966-06-04     | 46    |
| Verdi       | Il trovatore            | Count di Luna | 1947-12-11      | 1973-05-30     | 73    |
| Saint-Saëns | Samson et Dalila        | High Priest   | 1949-11-26      | 1950-04-30     | 10    |
| Verdi       | Don Carlo               | Rodrigo       | 1950-11-06      | 1972-06-21     | 51    |
| Leoncavallo | Pagliacci               | Silvio        | 1951-02-09      | 1951-02-09     | 1     |
| Leoncavallo | Pagliacci               | Tonio         | 1952-03-14      | 1964-04-02     | 22    |
| Verdi       | Rigoletto               | Rigoletto     | 1952-11-15      | 1972-02-05     | 56    |
| Puccini     | La bohème               | Marcello      | 1952-12-27      | 1954-02-01     | 10    |
| Verdi       | Un ballo in maschera    | Renato        | 1955-02-26      | 1976-05-29     | 56    |
| Donizetti   | Don Pasquale            | Maletesta     | 1956-04-09      | 1956-12-10     | 8     |
| Ponchielli  | La Gioconda             | Barnaba       | 1958-12-11      | 1962-04-16     | 13    |
| Verdi       | La forza del destino    | Don Carlo     | 1961-12-12      | 1972-06-09     | 33    |
| Giordano    | Andrea Chénier          | Carlo Gérard  | 1962-10-15      | 1966-03-22     | 7     |
| Verdi       | Otello                  | Iago          | 1963-03-10      | 1965-05-07     | 18    |
| Puccini     | Tosca                   | Scarpia       | 1964-10-23      | 1974-12-09     | 11    |

Registros de Opera Completa
| Compositor   | Opera                   | Rol           | Fecha      |
| ------------ | ----------------------- | ------------- | ---------- |
| Bizet        | Carmen                  | Escamillo     | 1951, 1963 |
| Donizetti    | Lucia di Lammermoor     | Enrico        | 1961       |
| Leoncavallo  | Pagliacci               | Silvio        | 1953       |
| Leoncavallo  | Pagliacci               | Tonio         | 1967       |
| Mascagni     | Cavalleria rusticana    | Alfio         | 1953       |
| Ponchielli   | La Gioconda             | Barnaba       | 1967       |
| Puccini      | La bohème               | Marcello      | 1956, 1961 |
| Puccini      | Manon Lescaut           | Lescaut       | 1954       |
| Puccini      | Il tabarro              | Michele       | 1962       |
| Rossini      | Il barbiere di Siviglia | Figaro        | 1958       |
| Oscar Straus | Der tapfere Soldat      | Bumerli       | 1952       |
| Verdi        | Aida                    | Amonasro      | 1961       |
| Verdi        | Un ballo in maschera    | Renato        | 1966       |
| Verdi        | Falstaff                | Ford          | 1963       |
| Verdi        | La forza del destino    | Don Carlo     | 1964       |
| Verdi        | Rigoletto               | Rigoletto     | 1956, 1963 |
| Verdi        | La traviata             | Germont       | 1960, 1962 |
| Verdi        | Il trovatore            | Conte di Luna | 1964       |

- WNYC Soundcheck: Robert Merrill Remembered (26 de octubre de 2004)